# 乌尔扎巴巴
乌尔扎巴巴（约公元前2340年前后在位）（英語：Ur-Zababa）基什第四王朝末代国王。他被薩爾貢废黜，后者建立阿卡德帝国。